# العودة للوطن (مسلسل تلفزيوني)
العودة للوطن هو مسلسل إثارة نفسية أمريكي قادم مبني علي بودكاست تحمل نفس الاسم تم إنشاؤها بواسطة ايلي هورويتزو ميخا بلومبرج من المفترض أني يعرض يوم 2 نوفمبر / تشرين الثاني 2018 على أمازون فيديو. السلسلة من إخراج و إنتاج سام إسماعيل.

## نبذة
مسلسل الإثارة النفسية يدور حول هايدي الموظفة في منشأة حكومية سرية ، وجندي حريص على الانضمام إلى الحياة المدنية.

## الطاقم و الشخصيات

### الرئيسي
- جوليا روبرتس في دور هايدي بيرغمان ، مسؤولة والتر الذي يعمل في منشأة حكومية سرية.
- ستيفان جيمس في دور  والتر كروز، الشاب العسكري المخضرم العائد للوطن.
- بوبي كانفال في دور كولن بلفاست.
- شيا ويغهام في دور توماس كاراسكو.
- أليكس Karpovsky في دور كريغ.

## الحلقات
| ر. الإجمالي | العنوان | المخرج     | الكاتب                         | تاريخ العرض الأصلي |
| ----------- | ------- | ---------- | ------------------------------ | ------------------ |
| 1           |         | Sam Esmail | Eli Horowitz & Micah Bloomberg | 2 نوفمبر 2018      |

### تصوير
التصوير كان من المقرر أن تبدأ في لوس أنجلوس في أبريل 2018. التصوير بدأت في شباط / فبراير 2018 في استوديوهات يونيفرسال backlot في لوس أنجلوس حيث أصبح إنتاج المشروع الأول في تبادل لاطلاق النار في العالمي التي شيدت حديثا مرافق الإنتاج.

## الإصدار

### العرض الأول
من المقرر أن يجري العرض الأول في العالم في مهرجان تورونتو السينمائي الدولي في تورونتو، أونتاريو، كندا.

## روابط خارجية
- العودة للوطن على موقع IMDb (الإنجليزية)
- العودة للوطن على موقع ميتاكريتيك (الإنجليزية)
- العودة للوطن على موقع روتن توميتوز (الإنجليزية)
- العودة للوطن على موقع كينوبويسك (الروسية)
- العودة للوطن على موقع ألو سيني (الفرنسية)
- العودة للوطن على موقع قاعدة بيانات الفيلم (الإنجليزية)